# St. George, Alaska
St. George är en ort i Aleutians West Census Area i delstaten Alaska, USA. Den ligger på ön Saint George Island i ögruppen Pribiloföarna.